# Cantó de Croisilles
El cantó de Croisilles és un cantó francès del departament del Pas de Calais, situat al districte d'Arràs. Té 27 municipis i el cap és Croisilles.

## Municipis
- Ablainzevelle
- Ayette
- Boiry-Becquerelle
- Boisleux-au-Mont
- Boisleux-Saint-Marc
- Boyelles
- Bucquoy
- Bullecourt
- Chérisy
- Courcelles-le-Comte
- Croisilles
- Douchy-lès-Ayette
- Écoust-Saint-Mein
- Ervillers
- Fontaine-lès-Croisilles
- Gomiécourt
- Guémappe
- Hamelincourt
- Héninel
- Hénin-sur-Cojeul
- Mory
- Moyenneville
- Noreuil
- Saint-Léger
- Saint-Martin-sur-Cojeul
- Vaulx-Vraucourt
- Wancourt

## Història
| Data d'elecció                           | Identitat      | Partit           | Qualitat |
| ---------------------------------------- | -------------- | ---------------- | -------- |
| 1945-1951                                | M. Pernin      | SFIO             |          |
| 1951-19..                                | M. Raison      | radical          |          |
| 19..-1964                                | M. Thuillier   | Divers droite    |          |
| 1964-1982                                | M. Desailly    | SFIO, després PS |          |
| 1982-2008                                | Fernand Dumont | Divers droite    |          |
| 2008-                                    | Bruno Duvergé  | MoDem            |          |
| les dades anteriors no són pas conegudes |                |                  |          |
|                                          |                |                  |          |

## Demografia
| A partir de 1990: Població sense dobles comptes |